# جیمز نیوتن رادنی مور
جیمز نیوتن رادنی مور (انگلیسی: Rodney Moore; ۹ ژوئن ۱۹۰۵ – ۱۹ مهٔ ۱۹۸۵) فرد نظامی اهل بریتانیا بود. وی همچنین برندهٔ جوایزی همچون نشان سلطنتی ویکتوریایی، نشان حمام و نشان امپراتوری بریتانیا شده‌است.